# Hotel da incubo (Gordon Ramsay)
Hotel da incubo (Hotel Hell) è un programma televisivo trasmesso dall'emittente TV statunitense Fox dal 13 agosto 2012 in cui il cuoco Gordon Ramsay, similmente a quanto accade nell'altro suo programma Cucine da incubo, cerca di salvare degli alberghi sull'orlo del fallimento.
Il 31 agosto 2012 Fox ha rinnovato la trasmissione per una seconda stagione.
La sigla del programma è Hotel Hell degli Skyhooks, che, come succede anche per Hell's Kitchen, fuori dagli Stati Uniti viene usata nella sola versione strumentale.
In Italia il programma è trasmesso da Real Time a partire dal 1º gennaio 2013. La seconda stagione è in onda su Real Time a partire dal 15 agosto 2014. Ramsay è doppiato da Diego Sabre, come negli altri format del cuoco trasmessi da Real Time. 
Discovery Networks Europe ha acquistato i diritti per creare una versione italiana, trasmessa su Deejay TV - NOVE e condotta da Antonello Colonna.

## Puntate
| Stagione         | Puntate | Prima TV USA   | Prima TV Italia |
| ---------------- | ------- | -------------- | --------------- |
| Prima stagione   | 6       | 13 agosto 2012 | 1º gennaio 2013 |
| Seconda stagione | 8       | 21 luglio 2014 | 15 agosto 2014  |
| Terza stagione   | 8       | 24 maggio 2016 | 2 luglio 2017   |

### Stagione 1
La prima stagione è stata trasmessa in prima visione su Fox dal 13 agosto al 3 settembre 2012. In Italia è stata trasmessa a partire dal 1º gennaio 2013 su Real Time, seguendo l'ordine di produzione degli episodi anziché quello di trasmissione statunitense.
| nº | Titolo                     | Prima TV USA     | Prima TV Italia |
| -- | -------------------------- | ---------------- | --------------- |
| 1  | Juniper Hill Inn, Part One | 13 agosto 2012   | 22 gennaio 2013 |
| 2  | Juniper Hill Inn, Part Two | 14 agosto 2012   | 29 gennaio 2013 |
| 3  | Cambridge Hotel            | 20 agosto 2012   | 1º gennaio 2013 |
| 4  | The Keating Hotel          | 27 agosto 2012   | 8 gennaio 2013  |
| 5  | River Rock Inn             | 3 settembre 2012 | 15 gennaio 2013 |
| 6  | Roosevelt Hotel            | 3 settembre 2012 | 5 febbraio 2013 |

1. 1 2  Hotel chiuso
2. ↑  Hotel chiuso dalla banca

### Stagione 2
La seconda stagione è stata trasmessa in prima visione su Fox dal 21 luglio 2014. In Italia è stata trasmessa a partire dal 15 agosto 2014 su Real Time.
| nº | n° (int.) | Titolo                | Prima TV USA      | Prima TV Italia   |
| -- | --------- | --------------------- | ----------------- | ----------------- |
| 7  | 1         | Meson De Mesilla      | 21 luglio 2014    | 15 agosto 2014    |
| 8  | 2         | Monticello Hotel      | 28 luglio 2014    | 22 agosto 2014    |
| 9  | 3         | Applegate River Lodge | 4 agosto 2014     | 29 agosto 2014    |
| 10 | 4         | Hotel Chester         | 11 agosto 2014    | 5 settembre 2014  |
| 11 | 5         | Calumet Inn           | 18 agosto 2014    | 12 settembre 2014 |
| 12 | 6         | Four Seasons Inn      | 25 agosto 2014    | 19 settembre 2014 |
| 13 | 7         | Curtis House          | 1º settembre 2014 | 26 settembre 2014 |
| 14 | 8         | Murphys Hotel         | 8 settembre 2014  | 3 ottobre 2014    |

1. ↑  Hotel in vendita, ma non venduto

### Stagione 3
La terza stagione è stata trasmessa in prima visione su Fox dal 24 maggio 2016. In Italia è stata trasmessa a partire dal 2 luglio 2017 su Nove.
| nº | n° (int.) | Titolo                   | Prima TV USA   | Prima TV Italia |
| -- | --------- | ------------------------ | -------------- | --------------- |
| 15 | 1         | Angler's Lodge           | 24 maggio 2016 | 2 luglio 2017   |
| 16 | 2         | Vienna Inn               | 31 maggio 2016 | 16 luglio 2017  |
| 17 | 3         | Town's Inn (1ª parte)    | 7 giugno 2016  | 9 luglio 2017   |
| 18 | 4         | Town's Inn (2ª parte)    | 14 giugno 2016 | 9 luglio 2017   |
| 19 | 5         | Lakeview Hotel           | 21 giugno 2016 | 23 luglio 2017  |
| 20 | 6         | Brick Hotel              | 28 giugno 2016 | 16 luglio 2017  |
| 21 | 7         | Beachfront Inn & Inlet   | 19 luglio 2016 | 2 luglio 2017   |
| 22 | 8         | Landoll's Mohican Castle | 26 luglio 2016 | 23 luglio 2017  |